# 伊匐
伊匐（?—?），是西部高车的君主，候倍（储君）穷奇的儿子。中亚的嚈哒，在500年左右，进攻高车，穷奇被嚈哒杀死，儿子弥俄突、伊匐、越居被俘，高车衰落。
国主（候娄匐勒）阿伏至罗暴虐，诬称儿子与自己的妃嫔有染，将他杀死。不久，阿伏至罗被臣下所杀。跋利延被大家立为国主。之後，嚈哒杀死跋利延，立穷奇的儿子弥俄突为候娄匐勒，高车成了嚈哒的附庸。
516年，豆罗伏跋豆伐可汗丑奴西征，杀死弥俄突，为父佗汗可汗伏图报仇，将他拴在马上拖死，头颅做成酒杯。嚈哒听任弥俄突弟伊匐回国。伊匐复国，521年，乘柔然内乱，伊匐大破柔然，柔然婆罗门投凉州。伊匐遣使向北魏奉表，于是北魏孝明帝下诏遣使者谷楷等拜为镇西将军、西海郡开国公、高车王。正光年间，伊匐遣使朝贡，请求赏赐。伊匐后与柔然阿那瓌大战，败归，其弟越居杀死伊匐自立为候娄匐勒。后来其子比适再杀越居自立。
| 前任： 弥俄突 | 西部高车君主 516年—522年 | 繼任： 越居 |